# Chrysotus discretus
Chrysotus discretus är en tvåvingeart som beskrevs av Becker 1922. Chrysotus discretus ingår i släktet Chrysotus och familjen styltflugor. Inga underarter finns listade i Catalogue of Life.